# Elecciones locales de Facatativá de 2023
Las elecciones locales de Facatativá de 2023 se llevarán a cabo el domingo 29 de octubre de 2023 en la ciudad de Facatativá, donde serán elegidos los siguientes cargos que tomarán posesión el 1 de enero de 2024 para un período de cuatro años:
- Alcalde de Facatativá.
- Los 17 miembros del Concejo Distrital.

## Legislación
Según la Constitución de Colombia, pueden ejercer su derecho a sufragio los ciudadanos mayores 18 años de edad que no hagan parte de la Fuerza Pública, no estén en un proceso de interdicción, y que no hayan sido condenados. Las personas que se encuentran en centros de reclusión, tales como cárceles o reformatorios, podrán votar en los establecimientos que determine la Registraduría Nacional. La inscripción en el registro civil no es automática, el ciudadano debe dirigirse a la sede regional de la Registraduría para inscribir su identificación personal en un puesto de votación.
La Ley 136 de 1994 establece que para ser elegido alcalde se requiere ser ciudadano colombiano en ejercicio y haber nacido o ser residente del respectivo municipio o de la correspondiente área metropolitana durante un año anterior a la fecha de inscripción o durante un período mínimo de tres años consecutivos en cualquier época. El alcalde se elige por mayoría simple, sin tener en cuenta la diferencia de votos con relación a quien obtenga el segundo lugar.
Está prohibido para los funcionarios públicos del Distrito difundir propaganda electoral a favor o en contra de cualquier partido, agrupación o movimiento político, a través de publicaciones, estaciones de televisión y de radio o imprenta pública, según la Constitución y la Ley Estatutaria de Garantías Electorales. También les está expresamente prohibido acosar, presionar, o determinar, en cualquier forma, a subalternos para que respalden alguna causa, campaña o controversia política.
Los organismos encargados de velar administrativamente por el evento son la Registraduría Nacional del Estado Civil y el Consejo Nacional Electoral.

### Voto en blanco
En Colombia el voto en blanco se considera una expresión del disenso a través del cual se promueve la protección de la libertad del elector. En la normativa electoral colombiana, el voto en blanco es “una expresión política de disentimiento, abstención o inconformidad, con efectos políticos”. Algunas discusiones del Congreso se señaló que esa mayoría debía ser mayoría simple, sin embargo la Corte Constitucional ha hecho consideraciones que indican que se requeriría de mayoría absoluta, aunque no se ha pronunciado, ni conceptuado sobre este acto legislativo.
De acuerdo con la sentencia C-490 de 2011 de la Corte Constitucional de Colombia, que declaró la exequibilidad de la Ley 1475 (Reforma Política), el voto en blanco es «una expresión política de disentimiento, abstención o inconformidad, con efectos políticos» y agrega que «el voto en blanco constituye una valiosa expresión del disenso a través del cual se promueve la protección de la libertad del elector. Como consecuencia de este reconocimiento la Constitución le adscribe una incidencia decisiva en procesos electorales orientados a proveer cargos unipersonales y de corporaciones públicas de elección popular».

De acuerdo con el artículo 9 del Acto Legislativo 01 de 2009, en caso de victoria del voto en blanco,
"Deberá repetirse por una sola vez la votación para elegir miembros de una corporación pública, gobernador, alcalde o la primera vuelta en las elecciones presidenciales, cuando el total de los votos válidos, los votos en blanco constituyan la mayoría. Tratándose de elecciones unipersonales no podrán presentarse los mismos candidatos, mientras que en las corporaciones públicas no se podrán presentar a las nuevas elecciones las listas que no hayan alcanzado el umbral".
Según lo anterior, si en la repetición de las votaciones llegara a ganar nuevamente el voto en blanco, quedaría como ganador el candidato que alcanzó la mayoría de votos válidos en el certamen electoral. Por lo cual, se elegirá el segundo puesto en votos. La Corte Constitucional, en sentencia C-490 de 2011 declaró inexequible la norma de la Reforma Política que ordenaba repetir elecciones «cuando el voto en blanco obtenga más votos que el candidato o lista que haya sacado la mayor votación» y en consecuencia la mayoría necesaria para repetir la elección es mayoría absoluta, es decir el 50% más 1 de los votos válidos, y no mayoría simple.

## Recolección de Firmas
Desde el 1 de noviembre de 2022 la Registraduría Nacional del Estado Civil habilitó la opción de recolección de firmas para avalar las candidaturas independientes a los cargos de autoridad local y regional. En el caso de Facatativá, quienes opten por esta forma de aval, deberán recolectar un total de 50.000 firmas hábiles para poder participar en los comicios locales.

## Definición de Candidaturas

### Directorio Nacional
Las candidaturas por medio del Directorio Nacional se refieren al proceso mediante el cual los partidos políticos eligen a sus candidatos para cargos de elección popular a nivel nacional.  Su función principal es la de seleccionar a aquellos candidatos que consideren más idóneos y alineados con los principios y objetivos de la organización política. Este proceso de selección puede incluir diversas etapas, como consultas internas, encuestas de opinión, debates y deliberaciones, con el propósito de garantizar un proceso democrático y transparente. Los siguientes son los partidos que mediante la colectividad, definieron su candidato a la Alcaldía de Facatativá o la ruta que llevará el partido de cara a las elecciones regionales.
 Partido Nuevo Liberalismo
El 26 de julio, la ex rectora del colegio Nacional Luz Marina Gaitán Mahecha en una entrevista que se realizó en el reconocido restaurante Vasbor dio a conocer detalles de su candidatura y en el mismo informo que el Partido Nuevo Liberalismo le fue otorgado el aval.
 Coalición Pacto Histórico
El 29 de julio, Cristian León inscribió su candidatura por la Coalición Pacto Histórico contando con el respaldo de las partidos que la conforma,  pero también por fuentes extraoficiales se conoció que el Partido Colombia Humana lanzara una lista independiente para el consejo.

## Candidatos a la Alcaldía de Facatativá
A continuación un listado de los candidatos oficiales para ser alcalde de Facatativá.
|  | Precandidato | Precandidato                                                            | Partido o movimiento | Cargos públicos |
|  | ------------ | ----------------------------------------------------------------------- | --- | --- |
|  |              | Luz Marina Gaitán Mahecha (¿?) Lema: Autoridad, Orden y Compromiso      | Partido Nuevo Liberalismo | - Rectora del Colegio Nacional |
|  |              | Álvaro Rivera Montaña (¿?) Lema: ¡Porque en Facatativá podemos!         | Partido Nueva Fuerza Democrática Partido Liga de Gobernantes Anticorrupción Partido Demócrata Colombiano Partido Gente en Movimiento | |
|  |              | Pablo Evaristo Bernal Murillo (¿?) Lema: Caminemos con seguridad        | Partido Alianza Democrática Amplia                                                                                                   | - Concejal de Facatativá (2012-2015) - Candidato a la Alcaldía de Facatativá (2019) |
|  |              | Oscar Alberto Villalba Pulido (¿?) Lema: Seamos parte de la solución    | Partido de la Unión por la Gente Partido Cambio Radical Partido MIRA                                                                 | - Inspector de Policía (2004-2006) - Concejal de Facatativá (2006-2007, 2008-2011, 2020-2023) |
|  |              | Cristian Camilo León Ramírez (¿?) Abogado Lema: Juntos haremos historia | Coalición Pacto Histórico Partido Independientes Partido Colombia Humana                                                             | - Concejal de Facatativá (2012-2015) - Candidato a la asamblea departamental de Cundinamarca (2019) |
|  |              | Luis David Olaya Gómez (¿?) Lema: Un paso seguro                        | Partido Salvación Nacional | |
|  |              | Luis Carlos Casas Alvarado (¿?) Lema: Facatativá sin miedo              | Partido Liberal Colombiano Partido Movimiento Alternativo Indígena y Social Partido Creemos Colombia Partido Ecologista Colombiano   | - Secretario de Desarrollo Social - Concejal de Facatativá (2012-2015) |
|  |              | Francisco Álvaro Fajardo Pinilla (¿?) Lema: Adelante Facatativá         | Partido La Fuerza de la Paz | - Notario Primero de Facatativá - Candidato a la Alcaldía de Facatativá (2015) (2019) |
|  |              | Diego Hernán Garzón Plazas (¿?) Lema: +Empleo +Universidad +Seguridad   | Partido Alianza Verde | - Presidente de la Junta de Acción Comunal del Barrio Los Laureles - Secretario de Gobierno de Facatativá - Secretario de la Comisión de Víctimas del Congreso - Coordinador de Territorios de Paz de Cundinamarca - Candidato a la Cámara de Representantes (2022) - Candidato a la Alcaldía de Facatativá (2007) (2011) (2015) (2019) |
|  |              | Álvaro Bernal Parra (¿?) Lema: Es el momento de la experiencia          | Partido Alianza Social Independiente Partido Conservador Colombiano Partido Todos Somos Colombia                                     | - Alcalde de Facatativá (1992-1994) - Defensor Regional (1996-1997) - Diputado de Cundinamarca (1998-2003) - Alcalde (E) de Facatativá (2004-2007) - Secretario de Gobierno e Inspector de Policía |

### Candidaturas declinadas
Marta Carrillo, Partido Conservador Colombiano
Luis Alberto García Chávez
David Perdigón

## Encuestas
A continuación, las encuestas hechas por las diferentes firmas encuestadoras desde la inscripción de los candidatos oficiales a la Alcaldía de Facatativá, se resaltan las dos candidaturas con mayor porcentaje de votación
| Fecha      | Encuestador | Candidato | Candidato | Candidato | Candidato | Candidato | Candidato | Candidato | Candidato | Candidato | Candidato | Candidato      | Candidato | Candidato | Estadísticas    | Estadísticas |
| Fecha      | Encuestador | Gaitán    | Olaya     | Fajardo   | Rivera    | León      | Bernal    | Casas     | Garzón    | Villalba  | Parra     | Voto en Blanco | Ninguno   | NS/NR     | Margen de error | Fuente       |
| ---------- | ----------- | --------- | --------- | --------- | --------- | --------- | --------- | --------- | --------- | --------- | --------- | -------------- | --------- | --------- | --------------- | ------------ |
| Fecha      | Encuestador |           |           |           |           |           |           |           |           |           |           |                | Ninguno   | NS/NR     | Margen de error | Fuente       |
| 02/08/2023 | Mutantes TV | 16%       | 4%        | 2%        | 2%        | 19%       | 2%        | 24%       | 18%       | 4%        | 9%        | -              | -         | -         | -               | Mutantes TV  |
| 04/09/2023 | Mutantes TV | 10%       | 2%        | 1%        | 3%        | 9%        | 4%        | 22%       | 25%       | 16%       | 8%        | -              | -         | -         | -               | Mutantes TV  |
| 02/10/2023 | Mutantes TV | 7%        | 1%        | 0%        | 0%        | 7%        | 1%        | 22%       | 20%       | 32%       | 8%        |                |           |           |                 |              |

## Debates
| Medio de Comunicación y Fecha                                                                     | Lugar      | Moderador/es                                                              | P Presente A Ausente NI No Invitado | P Presente A Ausente NI No Invitado | P Presente A Ausente NI No Invitado | P Presente A Ausente NI No Invitado | P Presente A Ausente NI No Invitado | P Presente A Ausente NI No Invitado | P Presente A Ausente NI No Invitado | P Presente A Ausente NI No Invitado | P Presente A Ausente NI No Invitado | P Presente A Ausente NI No Invitado |
| Medio de Comunicación y Fecha                                                                     | Lugar      | Moderador/es                                                              | Gaitán                              | Olaya                               | Fajardo                             | Rivera                              | León                                | Bernal                              | Casas                               | Garzón                              | Villalba                            | Parra                               |
| ------------------------------------------------------------------------------------------------- | ---------- | ------------------------------------------------------------------------- | ----------------------------------- | ----------------------------------- | ----------------------------------- | ----------------------------------- | ----------------------------------- | ----------------------------------- | ----------------------------------- | ----------------------------------- | ----------------------------------- | ----------------------------------- |
| Medio de Comunicación y Fecha                                                                     | Lugar      | Moderador/es                                                              |                                     |                                     |                                     |                                     |                                     |                                     |                                     |                                     |                                     |                                     |
| Consejo Municipal de juventudes Facatativá - Maharba Studios 8 de septiembre de 2023              | Facatativá | - María Fernanda Munevar - Ana María Ávila - Tania Yanin Torres Hernández | P                                   | P                                   | P                                   | A                                   | P                                   | P                                   | A                                   | A                                   | P                                   | P                                   |
| Uniagraria extensión Facatativá - Cámara de comercio Facatativá 21 de septiembre de 2023          | Facatativá | - Silvia Morón Castañeda                                                  | A                                   | P                                   | P                                   | A                                   | P                                   | P                                   | P                                   | P                                   | P                                   | A                                   |
| Uniminuto Radio Cundinamarca - UNIMINUTO - Cámara de comercio Facatativá 23 de septiembre de 2023 | Facatativá | - María Camila Chaparro                                                   | P                                   | P                                   | P                                   | A                                   | P                                   | A                                   | A                                   | P                                   | P                                   | A                                   |
| Al instante - Rodrigo Ávila RTV 15 de octubre de 2023                                             | Facatativá | - Alison Infante                                                          | A                                   | P                                   | P                                   | A                                   | A                                   | A                                   | A                                   | P                                   | P                                   | A                                   |
| Mutantes TV 15 de octubre de 2023                                                                 | Facatativá | - Julián Duque García                                                     | P                                   | P                                   | P                                   | A                                   | P                                   | A                                   | A                                   | A                                   | P                                   | A                                   |

## Resultados
|  | 0 % |

|  | 0 % |

|  | 0 % |

|  | 0 % |

|  | 0 % |

|  | 0 % |

|  | 0 % |

|  | 0 % |

|  | 0 % |

|  | 0 % |

|  | 0 % |

|  | 0 % |

|  | 0 % |

|  | 0 % |

## Concejo municipal
Para asignar las curules del Concejo de Facatativá se utiliza el método de la cifra repartidora. La votación para la conformación de este órgano arrojó los siguientes resultados de los partidos que se presume presentarán listas al Concejo de Facatativá.
| Partido o Coalición                                                | Tipo          | Candidato más votado | Votos | Porcentaje | Curules |
| ------------------------------------------------------------------ | ------------- | -------------------- | ----- | ---------- | ------- |
| Partido Liberal Colombiano                                         | Preferente    |                      |       |            | 0/17    |
| Partido Conservador Colombiano                                     | Preferente    |                      |       |            | 0/17    |
| Partido Liga de Gobernantes Anticorrupción                         | Preferente    |                      |       |            | 0/17    |
| Partido Centro Democrático                                         | Preferente    |                      |       |            | 0/17    |
| Partido Alianza Verde                                              | Preferente    |                      |       |            | 0/17    |
| Partido de Salvación Nacional                                      | Preferente    |                      |       |            | 0/17    |
| Partido Creemos Colombia                                           | Preferente    |                      |       |            | 0/17    |
| Partido Independientes                                             | Preferente    |                      |       |            | 0/17    |
| Partido Alianza Social Independiente                               | Preferente    |                      |       |            | 0/17    |
| Partido Ecologista Colombiano                                      | Preferente    |                      |       |            | 0/17    |
| Partido Cambio Radical                                             | Preferente    |                      |       |            | 0/17    |
| Partido Nueva Fuerza Democrática                                   | Preferente    |                      |       |            | 0/17    |
| Coalición PUG - MIRA                                               | Preferente    |                      |       |            | 0/17    |
| Partido Alianza Democrática Amplia                                 | Preferente    |                      |       |            | 0/17    |
| Partido Nuevo Liberalismo                                          | Preferente    |                      |       |            | 0/17    |
| Partido Demócrata Colombiano                                       | Preferente    |                      |       |            | 0/17    |
| Partido Autoridades Indígenas de Colombia                          | Preferente    |                      |       |            | 0/17    |
| Partido Movimiento Alternativo Indígena y Social                   | Preferente    |                      |       |            | 0/17    |
| Archivo:LogoDignidadyCompromiso2.png Partido Dignidad & Compromiso | Preferente    |                      |       |            | 0/17    |
| Partido Esperanza Democrática                                      | Preferente    |                      |       |            | 0/17    |
| Coalición Pacto Histórico                                          | No preferente |                      |       |            | 0/17    |
| Partido Colombia Humana                                            | No preferente |                      |       |            | 0/17    |
| Partido La Fuerza de la Paz                                        | Preferente    |                      |       |            | 0/17    |
| Partido Gente en Movimiento                                        | Preferente    |                      |       |            | 0/17    |
| Partido Todos Somos Colombia                                       | Preferente    |                      |       |            | 0/17    |
| Votos en blanco                                                    |               |                      |       |            |         |
| Votos nulos                                                        |               |                      |       |            |         |
| Tarjetas no marcadas                                               |               |                      |       |            |         |
| Total votos válidos                                                |               |                      |       |            |         |

     – Partidos que no superaron el umbral (--- votos).